# Quaderni Rossi
Quaderni Rossi ( literal, Cuadernos rojos ) fue una revista política italiana fundada en 1961 que se convirtió en una de las principales fuentes del movimiento autónomo. La revista tenía una postura izquierdista pro-china. Su primer número apareció el 30 de septiembre de 1961.  Raniero Panzieri jugó un papel central en la fundación de la revista junto a Mario Tronti, Romano Alquati, Antonio Negri, Alberto Asor Rosa y Danilo Montaldi . En agosto de 1963, Classe Operaia, liderada por Tronti, se separó, dejando un grupo alrededor de Panzieri y Vittorio Rieser al frente de Quaderni Rossi. Tras la muerte de Panzieri en 1964, la revista continuó hasta 1966, pero sin el mismo impacto que había tenido anteriormente.